# Elekt Owaniszewski
Elekt Owaniszewski (ur. w 1678, zm. w 1741) – franciszkański zakonnik, kaznodzieja i autor pism religijnych.
Aktywny w wielu klasztorach reformackich ówczesnej Polski. Jego główną publikacją był modlitewnik zatytułowany: Głos synogarlicy na pustyni świata tego jęczącey, to iest nabożne duszy chrześciańskiey rozmyślania, do Pana Boga, Oblubieńca Wiecznego wzdychania y w chrześciańskiey doskonałości czwiczenia, wydany w 1735 we Lwowie (łącznie było 17 wydań, m.in. w 1741 we Lwowie, 1752 i 1774 w Lublinie, 1888 w Chełmnie, znaczna część z nich wydana anononimowo).
Modlitewnik ten był jednym z bardziej popularnych w Polsce drugiej połowy XVIII wieku oraz w XIX wieku i jako znany tekst dewocjonalny, o typowo barokowym tytule i stylistyce był często przywoływany w literaturze pięknej. Wspomniał go ironicznie Ignacy Krasicki w Monachomachii oraz Eliza Orzeszkowa w powieści Pompalińscy .